# Rangwapithecus gordoni
Il rangwapiteco (Rangwapithecus gordoni) è un primate estinto, appartenente agli ominoidi. Visse nel Miocene inferiore (circa 19 milioni di anni fa) e i suoi resti fossili sono stati ritrovati in Kenya.

## Descrizione
Tutto ciò che si conosce di questo animale sono alcuni resti di mascelle, mandibole e denti isolati; una ricostruzione dell'aspetto di Rangwapithecus è quindi ipotetica. Dal raffronto con fossili di animali simili conosciuti in modo più completo (Proconsul ed Ekembo) si può supporre che Rangwapithecus fosse una scimmia antropomorfa arboricola di medie dimensioni, del peso di circa 15 chilogrammi. Le caratteristiche salienti di Rangwapithecus era data dalla mandibola, insolitamente profonda e robusta, e dalla dentatura: i molari, infatti, erano lunghi e relativamente stretti, con creste molto sviluppate e cuspidi alte e appuntite. I canini, invece, erano enormi e appiattiti lateralmente, con un margine posteriore tagliente. Non si conoscono altre scimmie del Miocene inferiore dotate di queste caratteristiche.

## Classificazione
Il genere Rangwapithecus venne descritto nel 1974, sulla base di fossili cranici ritrovati nella zona di Songhor, in Kenya, in terreni databili all'inizio del Miocene. Altri resti sono stati scoperti successivamente in una zona limitrofa, nota come Lower Kapurtay (Cote et al., 2014). I fossili sono stati ascritti anche a una specie di Proconsul (P. gordoni), ma gli studiosi ora ritengono che Rangwapithecus fosse a tutti gli effetti un genere a sé stante. Rangwapithecus sembrerebbe essere stato un proconsulide specializzato nella dentatura; alcune caratteristiche dentarie hanno portato alcuni paleontologi ad avvicinarlo ad altri generi di scimmie antropomorfe africane, Nyanzapithecus e Turkanapithecus, nella sottofamiglia Nyanzapithecinae (Hill et al., 2013; Cote et al., 2014).

## Paleoecologia
Rangwapithecus viveva in un ambiente di foresta ed è probabile che fosse un bun arrampicatore. Alcune ossa postcraniali rinvenute nella zona di Songhor e di Kapurtay (Kenya), siti dove sono stati ritrovati i resti di Rangwapithecus, potrebbero appartenere a questo genere; i fossili mostrano un'articolazione del gomito simile a quella di Proconsul, e indicherebbero che Rangwapithecus era un quadrupede arboricolo, capace di arrampicarsi ma non di procedere tramite brachiazione (Gebo et al., 2009).
I caratteristici molari di Rangwapithecus indicano che questo animale, a differenza dell'assai simile Proconsul, non si cibava primariamente di frutta, ma era più specializzato nel masticare foglie e materiale più duro. Non è invece chiaro a cosa servissero gli impressionanti canini a forma di scimitarra (Andrews, 1992).